# Taterillus gracilis
Taterillus gracilis е вид гризач от семейство Мишкови (Muridae). Видът не е застрашен от изчезване.

## Разпространение и местообитание
Разпространен е в Бенин, Буркина Фасо, Гамбия, Гана, Кот д'Ивоар, Мали, Нигер, Нигерия, Сенегал, Того и Чад.
Обитава гористи местности, места със суха почва, градини и савани.

## Описание
Теглото им е около 49,9 g.
Стават полово зрели на 2,8 месеца. Популацията на вида е стабилна.